# 테메강

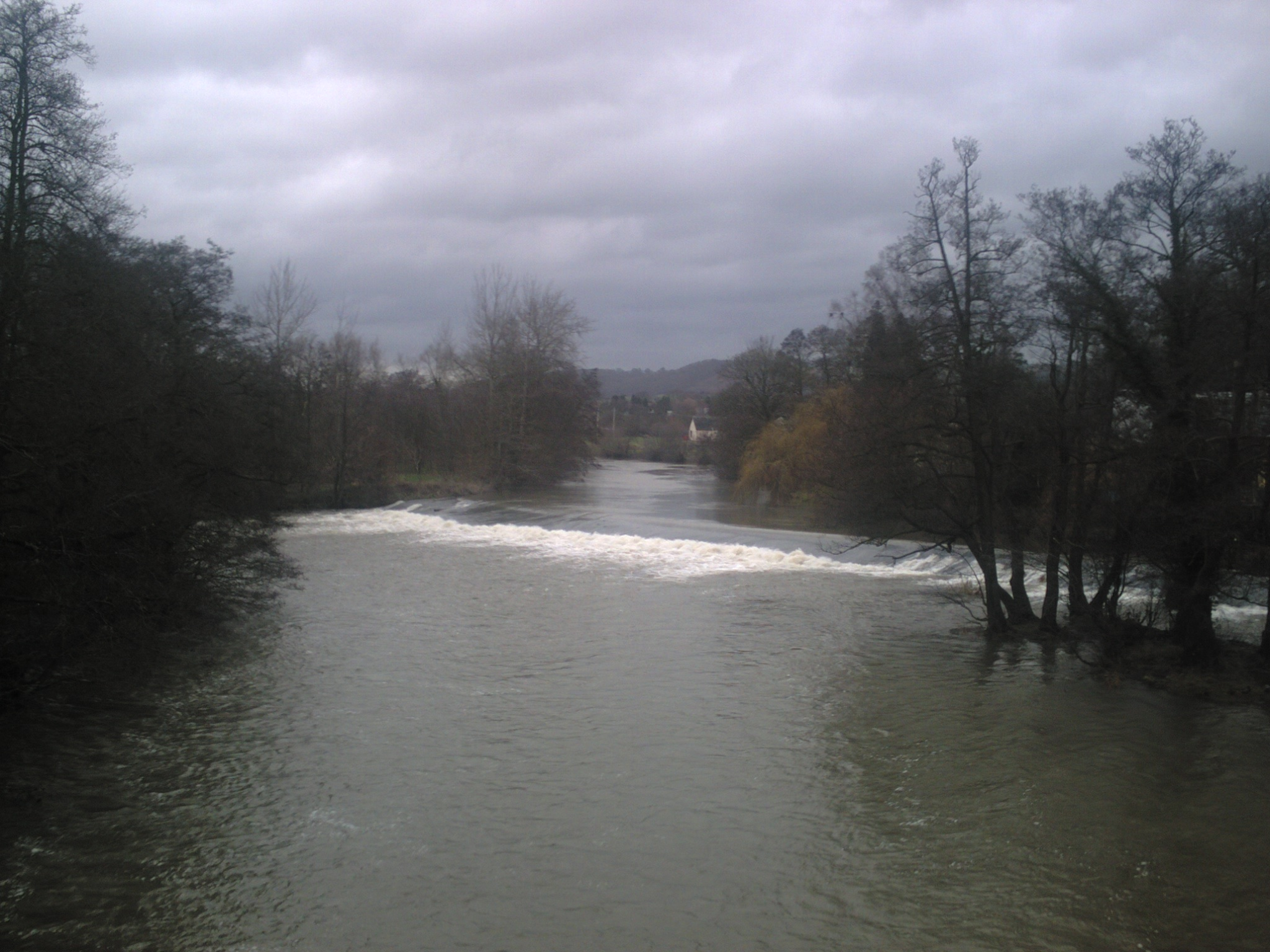
테메강

테메강(River Teme)은 잉글랜드, 웨일스를 흐르는 강이다.